# Kaukab (Rif Dimashq)
Kaukab (em árabe: كوكب; também grafada Kawkab e Kokab) é uma aldeia do distrito de Qatana da província da Zona Rural de Damasco (Rif Dimashq), Síria. Em 2004 tinha 1 188 habitantes.
Na aldeia, situada na antiga estrada entre Jerusalém e Damasco, há um antigo mosteiro ortodoxo dedicado a São Paulo. Segundo a tradição local foi em Kaukab que aquele apóstolo teve a visão que o faria converter-se ao cristianismo.[a]
Em 30 de setembro de 1918, a aldeia foi palco de uma operação da Primeira Guerra Mundial, a Carga em Kaukab, que terminou com a tomada da aldeia pela cavalaria Império Britânico do Corpo Montado do Deserto às forças  otomanas e alemãs que constituíam uma das defesas avançadas de Damasco, que seria conquistada no dia seguinte.